# التحبيب الهوائي
قالب:مقالة يتيمة

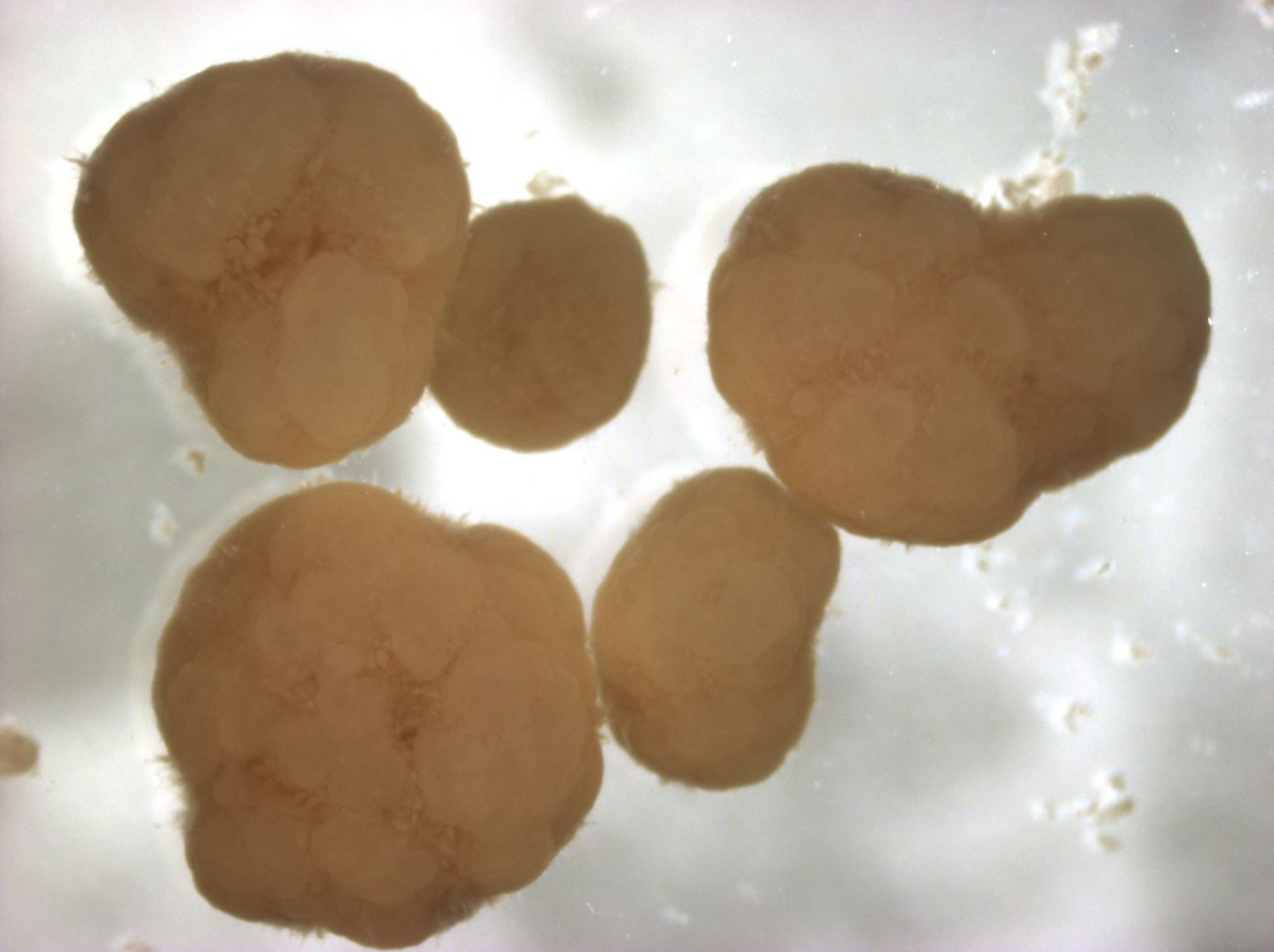
التحبيب الهوائي

التحبيب الهوائي (بالإنجليزية: Aerobic granulation)‏ معالجة حيوية للمخلفات السائلة في محطة معالجة مياه الصرف الصحي غالبا ما يتم انجازها باستخدام أنظمة الحمأة المنشطة التقليدية. تحتاج هذه النظم لمساحات كبيرة للعلاج ووحدات فصل الكتلة الحيوية نظرا للضعف العام في خصائص ترسيب الحمأة. في السنوات الأخيرة، تم تطوير تقنيات جديدة لتحسين قدرة الترسيب، استخدام حمأة الحبيبية الهوائية هي أحد تلك التقنيات.

## الكتلة الحيوية للتحبيب الهوائي
يفرق التعريف التالي بين الحبيبة الهوائية والشوائب البسيطة مع خصائص ترسيب جيدة نسبيا جاءت من المناقشات التي جرت في " إيوا “1st ورشة عمل حمأة التحبيب الهوائي" في ميونيخ (2004)” :
"يجب أن ندرك أن الحبيبات التي تشكل الحمأة الحبيبية الهوائية المنشطة هي من أصل التجميعات الميكروبية، والتي لا تتخثر بموجب تخفيض القص الهيدروديناميكي، والذي يستقر بشكل أسرع من ندف الحمأة المنشطة"(دي كريوك وآخرون. 2005 ) "

## تشكيل التحبيب الهوائي

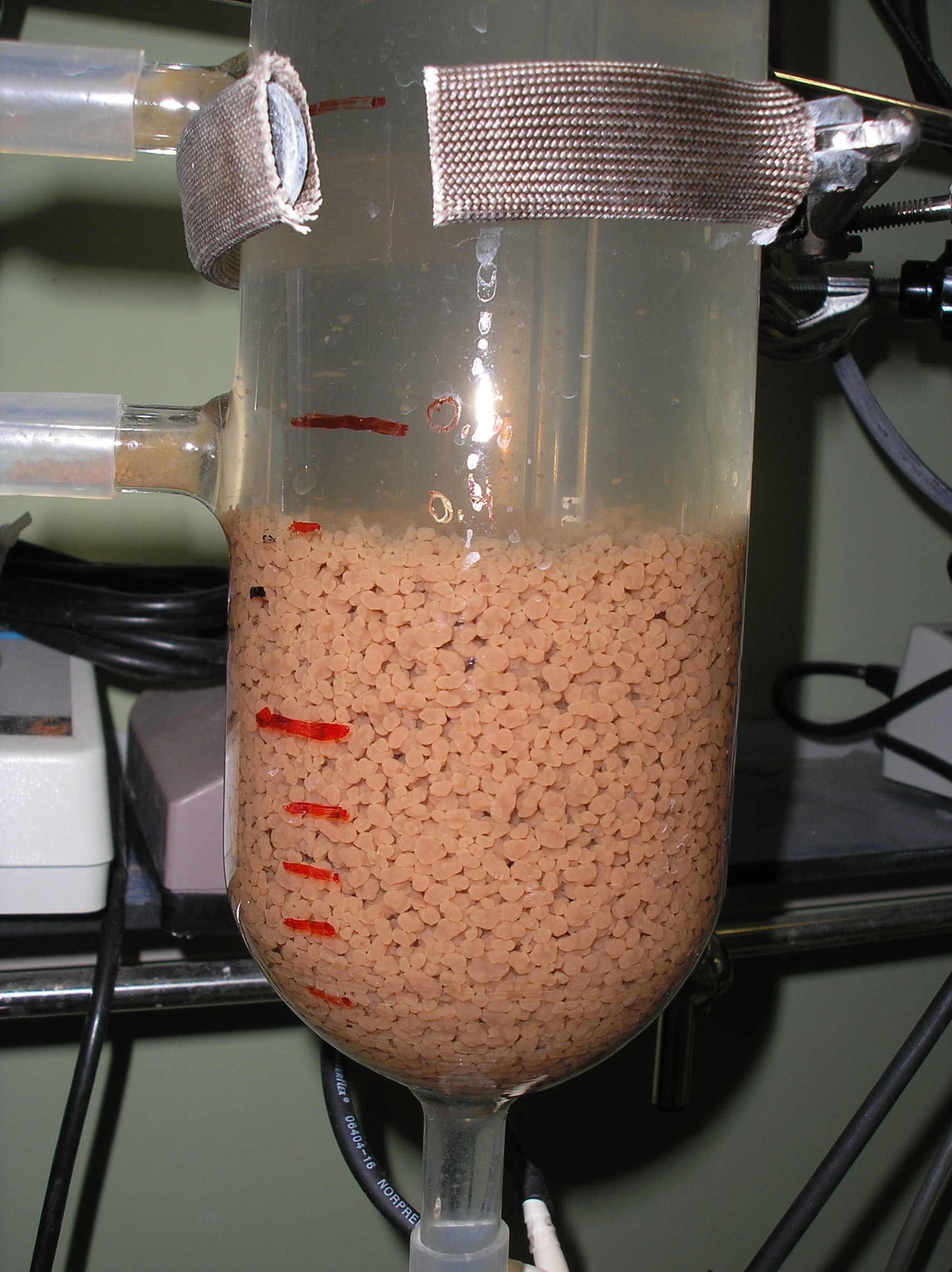
مفاعل آس بي آر، مع الحبيبات الهوائية

تم تطوير الكتلة الحيوية لحمأة التحبيب في مفاعلات دفعية متسلسلة (سبر) وبدون مواد ناقلة. هذه النظم تلبي معظم الاحتياجات اللازمة لتشكيلها على النحو التالي:
التغذية -- نظام الندرة : يجب تحديد فترات الندرة القصيرة لإنشاء التغذية وفترات الندرة (بيون وآخرون 1999 )، والتي تتميز بوجود أو عدم وجود المواد العضوية في الوسط السائل على التوالي. مع إستراتيجية التغذية هذه فانه من الممكن انتقاء الكائنات العضوية الدقيقة المناسبة لتشكيل الحبيبات. وعندما يكون تركيز الطبقة السفلية في الصب السائل مرتفعا، فان الكائنات العضوية الحبيبية المتشكلة، تستطيع تخزين المواد العضوية بأشكال مصادر متعددة الهيدرو اكسيبوتيرات - β ليتم استهلاكها في فترة الندرة، وهو ما يعطي افضلية على الكائنات الشعيرية.
الوقت القصير للترسيب : اختيار هذا الضغط الهيدروليكي في المجتمع الميكروبي يسمح بالاحتفاظ بالكتلة الحيوية الحبيبية داخل المفاعل بينما يتم غسل الكتلة الحيوية للنديفة تدريجيا. (كين وآخرون. 2004 )
قوة القص الهيدروديناميكية : تظهر الأدلة ان تطبيق قوى القص العالية تحبذ تشكيل الحبيبات الهوائية ومع مراعاة السلامة الفيزيائية للحبيبية. كما انه تم التوصل إلى امكانية تشكيل الحبيبات الهوائية فقط فوق عتبة قيمة قوة القص فيما يتعلق بسطحية التدفق الفوقي لسرعة الهواء فوق 1,2 سم / ثانية في عمود المفاعلات الدفعية المتسلسلة، وتكون أكثر انتظاما واستدارة، وتم تطوير حبيبات هوائية مضغوطة أكثر في قوى القص الهيدروديناميكية العالية (تاي وآخرون، 2001 ).

## الميزات
تجري دراسة تطوير الكتلة الحيوية في شكل من أشكال الحبيبات الهوائية من اجل تطبيقاتها في إزالة ركام المواد العضوية والنيتروجين ومركبات الفسفور من المخلفات السائلة. الحبيبات الهوائية في المفاعلات الدفعية المتسلسلة الهوائية تقدم العديد من الميزات مقارنة مع عملية تنشيط الحمأة التقليدية من قبيل:
الاستقرار والمرونة : يمكن مواءمة نظام المفاعلات الدفعية المتسلسلة (سبر) مع الظروف المتقلبة مع إمكانية مقاومة الصدمات والحمولات السامة
خصائص الترسيب الممتازة : أصغر الرواسب الثانوية ستكون ضرورية، وهو ما يعني الحاجة لسطح سفلي لانشاء النبات.
الاحتفاظ الجيد بالكتلة الحيوية : يمكن تحقيق تركيزات أعلى للكتلة الحيوية داخل المفاعل، ويمكن علاج معدلات تحميل اعلى للطبقة السفلية.
 وجود المناطق الهوائية ونقص الأكسجين داخل الحبيبات الهوائية لاجراء العمليات البيولوجية المختلفة في نفس الوقت وفي نفس النظام (بيون آخرون.. 1999 )
يمكن تقليل تكلفة تشغيل محطة لعالجة المخلفات السائلة العاملة مع حمأة الحبيبات الهوائية بما لا يقل عن 20 ٪ ويمكن تقليل المساحة المطلوبة بمقدار 75 ٪ (دي كريوك وآخرون، 2004 ).

## معالجة المخلفات الصناعية السائلة
تم استخدام مياه الصرف الصناعي في معظم الأعمال التي أجريت مع الحبيبات الهوائية. وقد ركزت هذه الأعمال أساسا على دراسة تشكيل الحبيبات والاستقرار وفعالية إزالة المغذيات التشغيلية تحت ظروف تشغيلية مختلفة، والاستخدام المحتمل لها لإزالة المركبات السامة. إن إمكانات هذه التقنية لمعالجة المخلفات الصناعية السائلة تحت الدراسة، وهنا بعض النتائج:
- اروجو وآخرون. (2004) [6] تشغيل مفاعلين وتغذيتهما بالمخلفات الصناعية السائلة المنتجة في مختبر لتحليل منتجات الألبان (مجموع الكود (الطلب الكيميائي على الأكسجين): 1500-3000 ملغم / لتر؛ الكود القابل للذوبان: 300-1500 ملغم / لتر؛ مجموع النيتروجين: 50—200 ملغم / لتر). هؤلاء المؤلفين استخدموا معدلات تحميل عضوية ونيتروجينية تصل إلى 7 غم الكود / (لتر • د) و0،7 غم ن / (لتر • د) للحصول على فعالية إزالة تصل إلى 80 ٪.
- سشيوارزنبيك وآخرون. (2004) [7] معالجة المخلفات السائلة المخمرة والتي لديها نسبة عالية من المواد الجسيمية العضوية (0.9 غم / لتر تسس). وجد الباحثون أن الجسيمات ذات الأقطار المتوسطة أقل من 25-50 ميكرومتر تم ازالتها بفعالية 80 ٪، في حين أن الجسيمات ذات الاقطار الأكبر من 50 ميكرومتر تم إزالتها فقط بفعالية 40 ٪. ولاحظ هؤلاء المؤلفون أن قدرة الحمأة الحبيبية الهوائية على إزالة المواد الجسيمية العضوية من المخلفات السائلة تعزى إلى كل من إدماجها في مصفوفة وبيوفيلم وأنشطة التمثيل الغذائي لعدد الأوالي (الكائنات ذات الخلية الواحدة) التي تغطي سطح الحبيبات.
- انيزان وآخرون. (2005) [8] معالجة المخلفات الصناعية السائلة الناتجة من صناعة الأدوية، وقد لوحظ أنه لا يتم إزالة المواد الصلبة العالقة في مدخل المخلفات السائلة في المفاعل.
- تسونيدا وآخرون. (2006) [9]، عند معالجة المخلفات السائلة المخمرة الناتجة من عملية تكرير المعادن (1,0-1,5 NH4+-N/L g، وتصل إلى 22 غرام / لتر من كبريتات الصوديوم) يتم إزالة معدل تحميل النيتروجين 1,0 kg-N/m3 • d مع فعالية 95 ٪ في نظام يحتوي على حبيبات ذاتية التغذية.
- اسماني وآخرون. (2008))[10] ارتفاع سرعة الهواء السطحي، يساعد على الترسيب في وقت قصير نسبيا يصل إلى 5-30 دقيقة، وكذلك النسبة العالية في الارتفاع إلى قطر (H/D = 20) في المفاعل تعمل على تسهيل التحميل العضوي الأمثل بزراعة المدمجات المنتظمة والحبيبات الدائرية
- فيغيروا وآخرون (2008) [11]، المخلفات السائلة المعالجة من صناعة الأسماك المعلبة. طبقت الر (الإشعاعات الصادرة الطويلة) والتي تصل إلى 1.72 كجم   الكود (الطلب الكيميائي على الأكسجين) / (م3 • د) مع استنفاد المواد العضوية بالكامل. تم إزالة الأمونيا عبر نزع النتروجين-النترجة التي تصل إلى 40 ٪ عندما كانت معدلات النتروجين 0,18 كجم   ن / (م3 • د). تكوين الحبيبات الهوائية الناضجة تحدث بعد 75 يوما من عملية التشغيل مع 3,4 مم من القطر، وإس في آي (مؤشر حجم الترسيب) من 30 مل/ غم VSS (وقف المواد الصلبة المتطايرة) بكثافة حوالي 60 VSS غم / لتر للحبيبة
- فاروقي وآخرون. (2008) [12]، المخلفات السائلة من تكرير الوقود الأحفوري والمستحضرات الصيدلانية والمبيدات الحشرية هي المصادر الرئيسية للمركبات الفينول. هذه مع هياكل أكثر تعقيدا غالبا ما تكون أكثر سمية من الفينول البسيط. وتهدف هذه الدراسة إلى تقييم مدى فعالية الحمأة الحبيبية في UASB (هضم التدفق الفوقي الشامل للحمأة اللاهوائية) وسبر لعلاج خليط من مركبات الفينول. هذه النتائج تشير إلى أن المعالجة اللاهوائية بواسطة UASB والمعالجة الهوائية بواسطة سبر يمكن استخدامها لخلط الفينول/ كريسول بنجاح، ممثلة بركائز رئيسية في الهندسة الكيميائية والمخلفات السائلة البتروكيماوية وهذه النتائج تظهر فترة التأقلم المناسبة الضرورية لاضعاف م -- كريسول والفينول. وعلاوة على ذلك، فقد تم العثور على سبر يشكل بديلا أفضل من مفاعل UASB وهو أكثر كفاءة وتركيزا من كريزولات -م ويمكن اضعافها بنجاح.
- * لوبيز- بالاو وآخرون. (2009) [13]، معالجة المخلفات السائلة الناتجة من صناعة النبيذ. كان تشكيل الحبيبات ينفذ باستخدام الطبقة السفلية الاصطناعية وبعد 120 يوما من التشغيل، يتم استبدال الوسط الصناعي بمخلفات النبيذ السائلة الحقيقية، مع تحميل الكود 6   كجم كود (م3 · د).

## البحوث التجريبية في الحمأة الحبيبية الهوائية
تم تطوير تقنية التحبيب الهوائي للتطبيق في معالجة المخلفات السائلة بشكل واسع بالمقاييس المختبرية. المقاييس الكبيرة ما زالت محدودة، ولكن المؤسسات المختلفة تبذل جهودا لتحسين هذه التقنية:
- منذ 1999 قامت شركة DHV للمياه وجامعة دلفت للتكنولوجيا (TUD) وSTW (المؤسسة الهولندية للتكنولوجيا التطبيقية) وTOWA(المؤسسة الهولندية لبحوث المياه التطبيقية) بالتعاون بشكل وثيق لتطوير تقنية الحمأة الحبيبية الهوائية (Nereda). واستنادا إلى النتائج التي تم الحصول عليها، بدأت إحدى المحطات التجريبية في سبتمبر 2003 في إيدي (هولندا). جوهر التركيب يتكون من اثنين من المفاعلات البيولوجية جنبا إلى جنب مع ارتفاع وقطر من 6 م و0،6 على التوالي، حجم يبلغ 1,5 م3.
- بالاستناد إلى حمأة الحبيبية الهوائية ولكن باستخدام نظام المنافسة على الحبيبات، تم تطوير مفاعل الحبيبية المرشحة الدفعية المتسلسة (SBBGR) مع حجم 3.1م3 بواسطة IRSA معهد (دي ريكيرا سولو اكوا، إيطاليا). ونفذت دراسات مختلفة لمحطة معالجة مياه الصرف الصحي هذه في إحدى محطات معالجة المخلفات السائلة الإيطالية.
- تم اعداد استخدام الحبيبات الهوائية في المختبر، كمعرفة ابتدائية، قبل إضافتها في النظام الرئيسي، وهو الأساس لتقنية ARGUS (تحديث نظام التحبيب الهوائي) التي طورتها أساليب الهندسة البيئية المحدودة. يتم زراعة الحبيبات على موقع في مفاعلات حيوية صغيرة تسمى المتكاثرة وتملأ فقط من 2 إلى 3 ٪ من المفاعل الحيوي الرئيسي أو كفاءة التخمير (الهضم). يتم استخدام هذا النظام في محطة تجريبية مع حجم 2,7 مsup>3 وهو موجود في إحدى صناعات الأدوية الهنغارية.
- مجموعة الهندسة البيئية والعمليات الحيوية من جامعة سانتياغو دي كومبوستيلا تشغل حاليا 100 لتر مرشد في مفاعل المحطة التجريبية.

وأظهرت دراسة الجدوى أن تقنية الحمأة الحبيبية الهوائية تبدو واعدة جدا (دي بروين وآخرون، 2004  استنادا إلى مجموع التكلفة السنوية GSBR (المفاعلات الدفعية المتسلسلة لحمأة الحبيبة) مع المعالجة المسبقة GSBR والمعالجة اللاحقة لتكون أكثر جاذبية من بدائل مرجع الحمأة المنشطة (6-16) ٪. ويشير تحليل الحساسية على ان تقنية GSBR أقل تأثرا بقيمة الأرض وأكثر حساسية لتدفق مياه الأمطار. وبسبب ارتفاع حجم العبء المسموح به فان آثار متغيرات GSBR هي فقط 25 ٪ مقارنة مع المراجع. ومع ذلك، لا يمكن ل GSBR مع المعالجة الأولية تلبية المعايير الحالية للنفايات السائلة بالنسبة للمخلفات المحلية السائلة فقط، وذلك أساسا بسبب تجاوز مستوى الجوامد المعلقة للنفايات السائلة الناجمة عن تبييض الكتلة الحيوية الغير مترسبة جيدا.

## التطبيق كامل الأبعاد لتقنية الحمأة الحبيبية الهوائية
تم تطبيق نظام التحبيب الهوائي مسبقا وبنجاح لمعالجة المخلفات السائلة عالية القوة. أساليب الهندسة البيئية تطبق معالجة التحبيب الهوائي في ثلاث صناعات دوائية، كاركا د.د. نوفو ميستو سلوفينيا، وليك د.د. ليندافا وسلوفينيا وجدعون ريختر.الرايت اورنابل دوروغ، هنغاريا. محطات معالجة المخلفات السائلة تستخدم بالفعل لأكثر من خمس سنوات.